# Fokker S.14
Der Fokker S.14 Machtrainer war das erste speziell als Trainingsflugzeug entworfene Strahlflugzeug und das erste in den Niederlanden gebaute Strahlflugzeug.

## Geschichte
Der Erstflug fand am 20. Mai 1951 statt, 1955 wurde die Produktion eingestellt. Neben dem Prototyp wurden 20 Stück für die Niederländischen Luftstreitkräfte gebaut. 1952 wollte Fairchild die Lizenzrechte erwerben, um die S.14 der US Air Force als neuer Standardstrahltrainer anzubieten; man entschied sich jedoch für die Cessna T-37. Eine geplante Produktionsaufnahme in Brasilien erfolgte auf Grund politischer Änderungen nicht. Mehrere andere Länder testeten die S.14, Bestellungen erfolgten jedoch keine. Nach der Ausmusterung übernahm die niederländische Luftfahrtversuchsanstalt einige Flugzeuge.

## Konstruktion
Das Flugzeug hat ein Einziehfahrwerk. Die Strahlturbine, eine Rolls-Royce Derwent Mk.8 (S.14 Mk.I) oder Rolls-Royce Nene Mk.3 (S.14 Mk.II), ist im Rumpf mit zentralem Lufteinlauf im Bug angeordnet. Das Seitenleitwerk ist ca. 15° gepfeilt, Tragflächen und Höhenleitwerk sind ungepfeilt. Die Tragflächen sind in einer leichten V-Stellung am Rumpf angebracht. Das Cockpit mit zwei nebeneinanderliegenden Sitzen hat eine Doppelsteuerung. Die Bewaffnung besteht aus zwei 20-mm-Kanonen und acht 10-kg-Bomben oder acht 75-mm-Raketen an Aufhängepunkten an den Tragflächen.

## Militärische Nutzer
- Niederlande

## Technische Daten
| Kenngröße             | Daten S.14 Mk.I                                 |
| --------------------- | ----------------------------------------------- |
| Besatzung             | 2                                               |
| Länge                 | 13,30 m                                         |
| Spannweite            | 12 m                                            |
| Höhe                  | 4,7 m                                           |
| Flügelfläche          | 31,80 m²                                        |
| Flügelstreckung       | 4,5                                             |
| Leermasse             | 3765 kg                                         |
| max. Startmasse       | 5350 kg                                         |
| Reisegeschwindigkeit  | 589 km/h                                        |
| Höchstgeschwindigkeit | 730 km/h                                        |
| Dienstgipfelhöhe      | 11.500 m                                        |
| Reichweite            | 950 km                                          |
| Triebwerke            | 1 × Rolls Royce Derwent 8-Turbojet mit 15,35 kN |